# La Chapelle-aux-Bois
La Chapelle-aux-Bois is een gemeente in het Franse departement Vosges in de regio Grand Est en telt 661 inwoners (2004).

## Geschiedenis
De gemeente maakte deel uit van van het kanton Xertigny totdat dat werd samengevoegd met de kantons Bains-les-Bains en Plombières-les-Bains tot het huidige kanton Le Val-d'Ajol. Alle gemeenten in de genoemde kantons maken uit van het arrondissement Épinal.

## Geografie
De oppervlakte van La Chapelle-aux-Bois bedraagt 30,5 km², de bevolkingsdichtheid is 21,7 inwoners per km².
De onderstaande kaart toont de ligging van La Chapelle-aux-Bois met de belangrijkste infrastructuur en aangrenzende gemeenten.

## Demografie
Onderstaande figuur toont het verloop van het inwonertal (bron: INSEE-tellingen).